# Majhauli Raj
Majhauli Raj là một thị xã và là một nagar panchayat của quận Deoria thuộc bang Uttar Pradesh, Ấn Độ.

## Nhân khẩu
Theo điều tra dân số năm 2001 của Ấn Độ, Majhauli Raj có dân số 17.200 người. Phái nam chiếm 51% tổng số dân và phái nữ chiếm 49%. Majhauli Raj có tỷ lệ 46% biết đọc biết viết, thấp hơn tỷ lệ trung bình toàn quốc là 59,5%: tỷ lệ cho phái nam là 59%, và tỷ lệ cho phái nữ là 33%. Tại Majhauli Raj, 17% dân số nhỏ hơn 6 tuổi.